# Líbano nos Jogos Olímpicos de Inverno de 2006
O Líbano mandou 3 competidores para os Jogos Olímpicos de Inverno de 2006, em Turim, na Itália. A delegação não conquistou nenhuma medalha.

## Desempenho

### Esqui alpino
| Atletas        | Evento                  | Final      | Final      | Final      | Final   | Final |
| Atletas        | Evento                  | 1ª Corrida | 2ª Corrida | 3ª Corrida | Total   | Pos.  |
| -------------- | ----------------------- | ---------- | ---------- | ---------- | ------- | ----- |
| Chirine Njeim  | Downhill feminino       |            |            |            | 2:02.86 | 34    |
| Chirine Njeim  | Super-G feminino        |            |            |            | 1:37.93 | 46    |
| Chirine Njeim  | Slalom gigante feminino | 1:06.80    | DNF        | DNF        | DNF     | DNF   |
| Chirine Njeim  | Slalom feminino         | 47.24      | 51.90      |            | 1:39.14 | 39    |
| Chirine Njeim  | Combinado feminino      | DNF        | DNF        | DNF        | DNF     | DNF   |
| George Salameh | Slalom masculino        | 1:07.62    | 1:03.99    |            | 2:11.61 | 43    |

### Skeleton
| Atleta         | Evento    | Final      | Final      | Final   | Final |
| Atleta         | Evento    | 1ª corrida | 2ª corrida | Total   | Pos.  |
| -------------- | --------- | ---------- | ---------- | ------- | ----- |
| Patrick Antaki | Masculino | 1:03.01    | 1:01.43    | 2:04.44 | 27    |

Legenda
| Recorde mundial      | Recorde mundial (World record)               |                       | Recorde africano                      | Recorde africano (African) |                                           | Q | Classificado por posição (Qualified) |
| Recorde olímpico     | Recorde olímpico (Olympic record)            | Recorde da América    | Recorde da América (Americas)         | q                          | Classificado por melhor tempo (Qualified) |   |                                      |
| Melhor marca do ano  | Melhor marca do ano (World leading)          | Recorde asiático      | Recorde asiático (Asian)              | DNS                        | Não largou (Did not start)                |   |                                      |
| Recorde nacional     | Recorde nacional (National record)           | Recorde europeu       | Recorde europeu (European)            | DNF                        | Não terminou (Did not finish)             |   |                                      |
| Recorde pessoal      | Recorde pessoal do atleta (Personal best)    | Recorde da Oceania    | Recorde da Oceania (Oceania)          | DSQ / DQ                   | Desclassificado (Disqualified)            |   |                                      |
| Recorde da temporada | Recorde da temporada do atleta (Season best) | Recorde sul-americano | Recorde sul-americano (South America) | NM                         | Sem marca (No mark)                       |   |                                      |